# Astrid Puentes Riaño
Astrid Puentes Riaño (* vor 1980) ist eine kolumbianische Juristin und Expertin für Umweltrecht. Sie war von 2003 bis 2021 Co-Exekutivdirektorin der Asociación Interamericana para la Defensa del Ambiente und ist seit Mai 2024 UN-Sonderberichterstatterin für das Menschenrecht auf eine intakte Umwelt.

## Herkunft und Ausbildung
Astrid Puentes Riaño  studierte von 1994 an an der Universidad de los Andes in Bogotá und promovierte 1999 zur Juris Doctor. Sie erwarb einen Master in Umweltrecht an der Universität des Baskenlandes. Von 2002 bis 2003 absolvierte sie einen Studiengang in Vergleichenden Rechtswissenschaften am Fredric G. Levin College of Law der University of Florida mit dem Abschluss LL.M.

## Karriere
Von 2000 bis 2001 arbeitete Astrid Puentes Riaño als juristische Mitarbeiterin bei Fundepublico.
Von 2003 bis 2021 arbeitete sie als Co-Exekutivdirektorin bei der Asociación Interamericana para la Defensa del Ambiente [Interamerikanischen Vereinigung zum Schutz der Umwelt] (AIDA).
Von 2021 bis Mai 2024 war sie als selbständige Beraterin für Umweltrecht in Mexiko-Stadt tätig. 2023 war sie 4 Monate kommissarisch leitende juristische Strategieberaterin bei Greenpeace International. Darüber hinaus ist sie als Expertin für Klimawandel, Umweltschutz und Menschenrechte beratend tätig.
Sie lehrt an der Berta Cáceres Environmental Justice Clinic der Universidad Iberoamericana in Mexiko-Stadt. Schwerpunkte ihrer Arbeit sind Umweltrecht, Menschenrechte und Klimawandel sowie deren Überschneidungen mit einer Perspektive der Klimagerechtigkeit, Vielfalt, Gleichberechtigung und Integration. Sie hat für und mit Gemeinden, Umweltschützern und indigenen Völkern in Lateinamerika gearbeitet. Sie ist auch als Gastdozentin tätig, unter anderem an der Law School der American University in Washington D. C. und an der Universidad Nacional Autónoma de México (UNAM).

## Ehrenamtliche Tätigkeiten
Seit Mai 2024 ist sie als Nachfolgerin des Kanadiers David R. Boyd UN-Sonderberichterstatterin für das Menschenrecht auf eine intakte Umwelt beim UN-Menschenrechtsrat.
Sie ist Mitgründerin von Moms for Climate in Mexiko-Stadt.
Sie ist Mitglied des internationalen Beirats der Free Global Green Alliance mit Sitz in den Niederlanden und seit 2021 Mitglied im Verwaltungsrat von International Rivers.

## Privates
Neben ihrer Muttersprache Spanisch spricht sie Englisch und Portugiesisch.

## Publikationen
- Respetar la naturaleza: ella manda 28 April 2017 in El pais

## Auszeichnungen
- 2022/2023 Climate Parents Fellowship[3]